# 诺内特-奥尔索内特
诺内特-奥尔索内特（法語：Nonette-Orsonnette，法語發音：[nɔnɛt ɔʁsɔnɛt]）是法国多姆山省的一个市镇，属于伊苏瓦尔区。该市镇于2016年由原市镇诺内特和奥尔索内特合并而成。

## 地理
诺内特-奥尔索内特（45°28'34.0"N, 3°18'0.0"E）面积10.65 平方千米，位于法国奥弗涅-罗讷-阿尔卑斯大区多姆山省，该省份为法国中南部省份，北起阿列省接壤，东临卢瓦尔省，南至上盧瓦爾省和康塔爾省，西接科雷兹省和克勒兹省。
与诺内特-奥尔索内特接壤的市镇（或旧市镇、城区）包括：库兹河畔勒布勒伊、勒布罗克、拉蒙日、莱普拉多、圣马丹德普兰、博略、欧扎拉孔贝勒。
诺内特-奥尔索内特的时区为UTC+01:00、UTC+02:00（夏令时）。

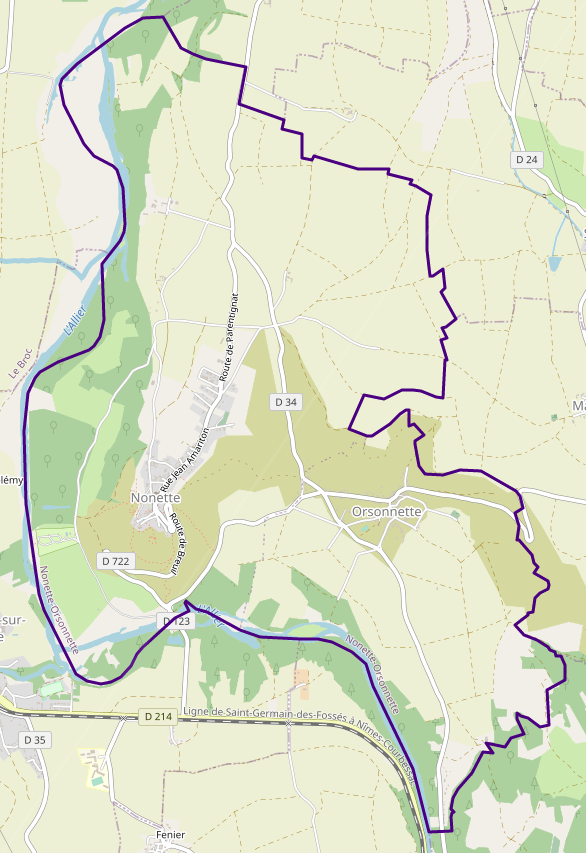
诺内特-奥尔索内特的OSM定位图

## 行政
诺内特-奥尔索内特的邮政编码为63340，INSEE市镇编码为63255。

## 政治
诺内特-奥尔索内特所属的省级选区为布拉萨克莱米讷县。

## 人口
诺内特-奥尔索内特于2022年1月1日时的人口数量为618人。